# Georg Eduard Maschwitz

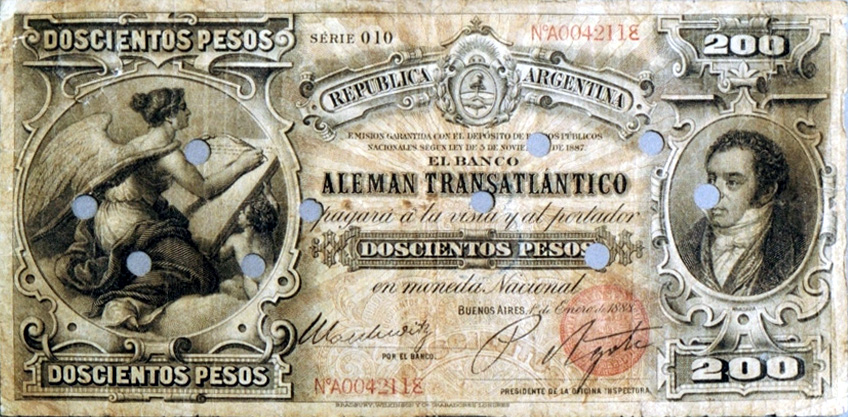
Banknote mit Maschwitz' Unterschrift

Georg Eduard Maschwitz (* 1. August 1838 in Hamburg; † 8. Mai 1909 in Buenos Aires) war ein deutsch-argentinischer Bankmanager.

## Leben
Maschwitz' Vater, der Kaufmann Friedrich Rudolf Emil Maschwitz, wurde 1806 in Züllichau, Schlesien, geboren und heiratete 1835 in Hamburg Margaretha Sophia Luise Driesch aus Güstrow in Mecklenburg. Georg Eduard wurde 1838 als erster Sohn geboren.
Im Jahr 1858 wanderte Georg Eduard Maschwitz nach Südamerika aus. Dort heiratete er 1860 in Montevideo, Uruguay, Clara Rufina Horne Torres und kehrte mit ihr zu einem Besuch nach Hamburg zurück, wo ihr erster Sohn gleichen Namens, Georg Eduard Maschwitz, geboren und getauft wurde. Nach ihrer Rückkehr siedelte die Familie nach Buenos Aires in Argentinien um. Hier wurde 1862 ihr zweiter Sohn, Carlos Maschwitz, geboren.
Ab 1862 war Maschwitz in Buenos Aires für die argentinische Carrabasa Bank tätig. Diese Bank wurde wenig später von der Bank of London and South America aufgekauft und Maschwitz zum Direktor berufen.
Während der Zeit von 1865 bis etwa 1880/1885 wurde der gesamte südamerikanische Kapitalmarkt überwiegend durch britische Banken abgedeckt. Namhafte deutsche und europäische Kreditinstitute zogen sich wiederholt aufgrund von Fehleinschätzungen, Spekulationen und fehlenden wirtschaftlichen Erfolgen aus Südamerika zurück. Erschwerend wirkte, dass in Argentinien wirtschaftliche Turbulenzen und Bürgerkriege mit den Nachbarstaaten die Stabilität der Währung sehr in Mitleidenschaft zogen. In dieser schwierigen Zeit führte Maschwitz die Filiale der Bank of London unbeschadet durch die wirtschaftliche Krise.
Im Oktober 1886 wurde in Deutschland auf Initiative der Deutschen Bank die Gründungsversammlung der Deutschen Übersee-Bank durchgeführt. Es ist belegt, dass sich Maschwitz 1886 in Deutschland aufhielt und dazu mit der Deutschen Bank verhandelte. Im Januar 1887 eröffnete auf Beschluss des Aufsichtsrats die Deutsche Bank in Buenos Aires ihre Filiale Banco Alemán Transatlántico mit Maschwitz als Direktor. Die Bank gab bis 1905 das Papiergeld der argentinischen Währung mit dem Schriftzug ihres Direktors heraus.
Der Banco Alemán Transatlántico feierte 1987 sein 100-jähriges Bestehen als Filiale der Deutschen Bank.